# Zoo Baba
Zoo Baba (auch Zobaba) ist eine Oase in der Gemeinde Bilma in Niger. Es gibt einen artesischen Brunnen mit trinkbarem Wasser und Dattelpalmenhaine. Die Rallye Dakar führte in der Vergangenheit mehrfach über Zoo Baba.

## Lage
Die Oase liegt im Osten des Landes in der Wüste Ténéré, etwa 50 Kilometer südlich des Gemeindehauptorts Bilma am südlichen Ende des Kaouar-Gebirges. Südlich liegt der Große Erg von Bilma. Die Nachbaroase Dibella ist verlassen, Agadem liegt fünf Tagesmärsche entfernt. Zoo Baba liegt an der früherer Sklavenstraße, die von Borno in Nigeria nach Libyen führte.

## Klima
Klimadiagramm Zoo Baba
|                       | Jan | Feb | Mär | Apr | Mai | Jun | Jul | Aug | Sep | Okt | Nov | Dez |   |      |
| Mittl. Tagesmax. (°C) | 24  | 28  | 32  | 37  | 40  | 41  | 40  | 39  | 41  | 38  | 31  | 26  | ⌀ | 34,8 |
| Mittl. Tagesmin. (°C) | 6   | 10  | 14  | 20  | 21  | 23  | 24  | 25  | 23  | 19  | 13  | 8   | ⌀ | 17,2 |
|                       |     |     |     |     |     |     |     |     |     |     |     |     |   |      |
| Niederschlag (mm)     | 1   | 1   | 1   | 6   | 6   | 1   | 1   | 13  | 9   | 1   | 1   | 1   | Σ | 42   |

| 6 |

| 10 |

| 14 |

| 20 |

| 21 |

| 23 |

| 24 |

| 25 |

| 23 |

| 19 |

| 13 |

| 8 |

| 6 |

| 10 |

| 14 |

| 20 |

| 21 |

| 23 |

| 24 |

| 25 |

| 23 |

| 19 |

| 13 |

| 8 |

| N i e d e r s c h l a g | 1   | 1   | 1   | 6   | 6   | 1   | 1   | 13  | 9   | 1   | 1   | 1   |
|                         | Jan | Feb | Mär | Apr | Mai | Jun | Jul | Aug | Sep | Okt | Nov | Dez |

## Flora
In Zoo Baba wachsen Dattel- und Dumpalmen, die jeweils einer Familie gehören und von deren Angehörigen gewässert werden. Außerdem werden in drei Beeten Tomaten, Gombo und Minze gezogen. Gras wächst hier nicht, weshalb die Kamele in Dibella weiden müssen.

## Einwohner
In Zoo Baba leben mehrere Tubu-Nomadenfamilien. Die Einwohnerzahl bei der Volkszählung 1988 belief sich auf 92 Personen in 21 Haushalten. 2000 lebten hier 125 Menschen, wovon sich 100 aber außerhalb aufhielten. Bei der Volkszählung 2001 gab es 85 Einwohner in 19 Haushalten.  Bei der Volkszählung 2012 hatte das Dorf 142 Einwohner, die in 34 Haushalten lebten.

### Lebensweise
Nach einem Reisebericht von Michael Stührenberg im Jahr 2001 besteht das Dorf aus Hütten von Palmwedeln, eine befestigte Straße gibt es nicht. Jeweils fünf oder seches Hütten gehören einer Familie und stehen in großer Distanz zur Nachbarfamilie. Die Bewohner ernähren sich hauptsächlich von Hirsebrei, in Dürrezeiten auch von Dumapulver. Die verbliebenen Dörfler, die nicht mit den Kamelherden umherziehen, beschäftigen sich lediglich mit Essenszubereitung und Bewässerung. Nach der Dattelernte im Juli und August, bei der alle Einwohner mithelfen, ziehen Kamelkarawanen mit der Ernte in das 15 Tagesmärsche entfernte Birni Kazoé im Süden, wo eine Tasse Datteln gegen eine Tasse Hirse getauscht wird. Bei der Rückkehr im September wird eine 200-l-Tonne mit der erworbenen Hirse gefüllt. Dies ist der Vorratsspeicher für das kommende Jahr, wobei die normale Tagesration 250 g pro Person ist. Bei Angriffen flüchten sich die Bewohner auf einen nördlich gelegenen, etwas befestigten Steilhang.